# Индокитайска война
Първата индокитайска война (най-често наричана просто Индокитайска война; във Виетнам – Съпротивителна война) се води във Френски Индокитай в периода от 19 декември 1946 до 1 август 1954 г. Сражения между френски сили и противниците им от Виетмин на юг възникват още през септември 1945 г. Конфликтът изправя ред войски, сред които експедиционния копрус на Френския съюз, воден от Франция и поддържан от Виетнамската национална армия на Бао Дай, срещу Виетмин, предвождан от Хо Ши Мин и Виетнамската народна армия на Во Нгуен Зиап. По-голямата част от боеве се провеждат в Тонкин в северната част на Виетнам, макар че конфликтът обхваща цялата страна и се разпространява в съседните френски протекторати, Лаос и Камбоджа.
На Потсдамската конференция през юли 1945 г. Обединеният комитет на началниците на щабовете на САЩ и Великобритания решава, че Индикотай на юг от 16° северна географска ширина ще бъде включен в Южноазиатското командване на британския адмирал Маунтбатън. Японските войски, намиращи се на юг от тази линия се предават на него, а тези на север се предават на генералисимус Чан Кайшъ. През септември 1945 г. китайски сили навлизат в Тонкин, а малък британски отряд пристига в Сайгон. Китайците приемат правителството на Виетнам при Хо Ши Мин, тогава разположено в Ханой. Британците отказват да го направят в Сайгон и отстъпват на французите още от самото начало срещу привидната подкрепа за Виетмин от американското Управление на стратегическите служби. На деня на победата на Япония, 2 септември, Хо Ши Мин обявява в Ханой основаването на Демократична република Виетнам (ДРВ). ДРВ управлява като единственото гражданско правителство в цял Виетнам за период от около 20 дни, след абдикацията на император Бао Дай, който управлява по време на японското владичество. На 23 септември 1945 г., със знанието на британския командир в Сайгон, френски сили свалят местното правителство на ДРВ и обявяват, че френската власт е възстановена. Веднага започва партизанска война около Сайгон, но французите постепенно поемат контрол над Севера и Юга на Индокитай. Хо Ши Мин се съгласява да преговаря за бъдещия статут на Виетнам, но дискусиите, водени във Франция, не водят до решение. След над година на покрит конфликт, избухва цялостна война през декември 1946 г. между Франция и силите на Виетмин, а Хо и правителството му се укриват. Французите опитват да стабилизират Индокитай като я преорганизират на федерация от асоциирани държави. През 1949 г. те връщат властта на бившия император Бао Дай, като ръководител на новооснованата Държава Виетнам.
Първите няколко години на войната включват селски бунтове срещу французите. Въпреки това, след като китайските комунисти достигат северната граница на Виетнам към края на 1949 г., конфликтът прераства в конвенционална война между две армии, въоръжени със съвременни оръжия. Френското правителство забранява да се сражават войници от Метрополитанска Франция, а само войски от колониите и от Чуждестранния легион, за да избегне недоволство сред обществото. Левицата във Франция нарича войната „мръсната война“ (la sale guerre).
Френските действия са затруднени от ограничената полза от бронираните танкове в условия на джунгла, липса на силни въздушни сили за въздушна поддръжка и бомбардировки и използването на чуждестранни войници от други колонии (основно от Алжир и Мароко). Во Нгуен Зиап, обаче, използва ефективни и иновативни тактики на пряк артилерийски огън, засади на конвои и много противовъздушни оръдия, за да възпрепятства земните и въздушните доставки, заедно със стратегия на вербуване на голяма редовна армия чрез широка обществена подкрепа и доктрина на партизанска война. Това, комбинирано с инструктажи от Китай и прости и надеждни оръжия от СССР, се оказва фатално за френски защитници, кулминирайки в решителната победа над французите в битката при Диен Биен Фу.
На Женевската конференция от 21 юли 1954 г. новото социалистическо правителство на Франция и Виетмин правят споразумение, което бива отхвърлено от Държавата Виетнам и САЩ, но което дава на Виетмин контрол над Северен Виетнам северно от 17-ия паралел. Югът продължава под лидерството на Бао Дай. Година по-късно Бао Дай е детрониран от министър-председателя си, Нго Дин Дием, създавайки Република Виетнам. Скоро започват бунтове, подкрепяни от Севера и насочени срещу правителството на Дием. Конфликтът постепенно прераства във Виетнамската война.

## Хронология на войната

### Предпоставки
След капитулацията на Франция на 22 септември 1940 г., Френски Индокитай е окупиран от японски войски. През този период виетнамски комунисти предприемат няколко опита да вдигнат въстание: през септември-октомври 1940 г. в северната част на страната, през ноември-декември 1940 г. в южната част, а през януари 1941 г. в централната част. Те биват потиснати от френските войски. В резултат, комунистическите организации в южните и централните части на Виетнам понасят значителни загуби.
През май 1941 г. е създадена организацията Виетмин. Първите опорни точки на организацията са създадени от активистите на комунистическата партия на Индокитай в провинциите Као Банг и Ланг Сон. Именно тук в края на 1941 г. са образувани първите опълченски отряди за спасение на родината. Освен това, до март 1942 г. в областта Бакшон действа голям партизански отряд.
Основен район за дейността на Виетмин през 1941 – 1942 г. става Виетбак – планинска горска местност в северната част на Виетнам, на границата с Китай. Тук са създани първите опорни бази и се провежда обучение на кадри.
През ноември 1943 г. във връзка с повишената активност на Виетмин, японците предприемат мащабна наказателна операция в района на дислокация на основните сили на Виетмин. Към края на 1943 г. в стълкновения с японските сили слабо въоръжените партизански отряди на Виетмин, имащи на въоръжение само изключително стари кремъчни оръжия, хладни оръжия и бамбукови пики, понасят тежки загуби.
През 1944 г. Виетмин вече контролира провинциите Као Банг, Ланг Сон, Бак Кан, Тай Нгуен, Туйен Куанг, Бак Жианг и град Винйен в северната част на страната, където започва създаването на административни органи на управление. На 7 май 1944 г. ръководството на Виетмин издава заповед за подготовка на въоръжено въстание.
През декември 1944 г. започва създаването на отряди на редовна армия. На 22 декември 1944 г. е създаден първия първият отряд редовни сили под командването на Во Нгуен Зиап. На 24 и 25 декември 1944 г. отрядът извършва първите бойни операции: нападнати са и са превзети два поста на френските колониални войски – в На Нган и във Фай Кат в провинция Као Банг.

#### 1945
На 9 март 1945 г. командването на японските войски в Индоктай поставя ултиматум на френските войски с искания да се предадат, а на следващия ден, обкръжавайки местата на дислокация на французите, започва тяхното разоръжаване. От 37 хиляди френски колониални войници (7 хил. французи и 30 хил. местни жители), намиращи се по това време в Индоктай, към китайската граница се измъкват около 5 хиляди. Тези събития изменят съотношението на силите в региона.
През април 1945 г. се активизира подготовката на военните отряди на Виетмин (които по това време вече достигат хиляда души) и се създават главно военно командване и училища за подготовка на командни кадри.
На 10 април 1945 г. виетнамските сили обкръжават и унищожават японски гарнизон в провинция Тай Нгуен (80 войници). По-късно други постове и гарнизони на японски и колониални сили са победени или разоръжени.
Капитулацията на Япония и краят на Втората световна война отново изменят съотношението на силите в Индокитай. На 13 август 1945 г. Виетмин обявява началото на въстание. На 19 август 1945 г. силите на Виетмин окупират Ханой, а след това установяват власт в голяма част от територията на Виетнам, без да срещат значителна съпротива. Въпреки това, тъй като Франция се стреми да възстанови контрола си над Индокитай, стълкновението става неизбежно.
На 13 септември 1945 г. в Сайгон започва десанта на английски части, чийто командир приема капитулацията на японските войски в Индокитай, освобождава арестуваните по-рано от японците френски чиновници и военнослужещи на колониалната администрация и предава въоръжението на 1500 френски войници. При това Дъглас Грейси обявява, че той не признава дейността на органите на Виетмин.
Освен това, по разпореждане на Грейси, английските войници охраняват ред ключови обекти в Сайгон, заменяйки по-рано намиращите се тук отряди на Виетмин. След няколко дни англичаните предават контрола над тези обекти на французите.
На 22 септември 1945 г. френските военни подразделения, със съдействието на английските военнослужещи, нападат виетнамските сили в Сайгон и превземат административните сгради.
В по-отдалечените територии на Виетнам, на север от 16-ия паралел, напредва 200-хиляден експедиционен корпус на Гоминдан.

#### 1946
На 28 февруари 1946 г. подразделенията на Гоминдан започват отстъпление от Индокитай. На 6 март Франция признава независимостта на Демократична република Виетнам в състава на Индокитайската федерация на Френския съюз.
Към края на март 1946 г. британските войски се изнасят от Индокитай (с изключение на една рота, оставена за охрана на съюзната мисия в Сайгон), но последните шест британски войника във Виетнам загиват през юни същата година, когато подразделението на британската армия попада в партизанска засада.
На 20 ноември 1946 г. на пристанището в Хайфонг френски военен кораб обстрелва виетнамска лодка. На 21 ноември френското командване поставя на ръководството на Виетмин ултиматум с искания да се махнат от Хайфон. След като тези условия не са изпълнени, на 23 ноември 1946 г. френските военни кораби започват масиран обстрел на града, в резултат на който загиват около 6 хиляди жители.

### Ход на войната

#### 1946 – 1947
През декември 1946 г. ръководството на Виетмин взема решение за преход към стратегия на продължителна народна война, с цел изтощаване на противника.
На 19 декември 1946 г. френското командване изисква разоръжаване на силите на Виетмин в Хайфон. Същия ден французите нападат Ханой, като боевете в града продължават до февруари 1947 г. Макар че Во Нгуен Зиап няма намерение да се предава и разполага с числено превъзходство, доброто въоръжение и военноморското подкрепление на французите играе решаваща роля. Използвайки големия си превес във въоръжението, френската войска постепенно изтласква виетнамските комунисти от Ханой и другите големи населени места във Виетнам.
През януари-февруари 1947 г. виетнамските сили в течение на няколко седмици блокират Хюе, предприемат няколко атаки, но поради жертвите си са принудени да отстъпят.
Към края на март 1947 г. французите контролират основните градове, пътищата, които ги свързват, и бреговата линия. Основната опорна точка на комунистите отново става Виетбак.
На 7 октомври 1947 г. френските сили започват настъпление, с цел да се разгроми този партизански район, но действията им се оказват безуспешни и водят основно до загуби на военна техника и понижение на бойния дух. Французите имат за цел пряк сблъсък с армията на Во Нгуен Зиап, но те се изплъзват. През това време Виетмин трупа военни сили и усъвършенства организацията си, преминавайки от система на партизански отряди към структура, характерна за редовната армия.

#### 1948 – 1949
През 1948 г. Франция започва да търси начини за противопоставяне на Виетмин политически чрез алтернативно правителство в Сайгон. Започват се преговори с бившия император Бао Дай, който да управлява „автономното“ правителство във Френския съюз.
През март 1949 г. е провъзгласено създаването на Държава Виетнам.
В края на 1949 г. силите на Виетмин наброяват около 40 хиляди души (в това число две пехотни дивизии и няколко отделни полка редовни сили, организирани по армейски образец). По това време идва победата на комунистите в Китай, с които виетнамците си сътрудничат вече няколко години. Мао Дзедун, получавайки власт над огромните китайски ресурси, веднага увеличава помощта към Виетмин и продължава да я оказва и през следващите години. Войната се засилва, когато Виетмин преминава в атака и започва нападения над френски бази по китайската граница.
В същото време, САЩ започват да изпращат помощ на Франция под формата на военни наблюдатели и военно оборудване.

#### 1950
Новата военна организация на виетнамската армия достатъчно скоро започва да дава резултати. През септември 1950 г. Виетмин унищожава няколко френски гарнизона в района на китайската граница. Френската войска губи около 6 хиляди души.
При боевете в Као Банг от 9 октомври 1950 г. френските сили претъпяват още едно съкрушително поражение. Те губят 7 хиляди души, 500 военни машини, 125 минохвъргачки, 13 гаубици, 3 бронирани взвода и 9000 огнестрелни оръжия. На 21 октомври 1950 г. французите са принудени да оставят по-голямата част от Северен Виетнам и да преминат в защита. През декември 1950 г. френските войски започват строителство на укрепления в делтата на река Ка.
На 18 септември 1950 г. силите на Виетмин за пръв решават да минат в настъпление и разгромяват гарнизоните в градовете Дон Ке и Тат Ке.
На 22 декември 1950 г. Франция признава суверенитета на Виетнам в рамките на Френския съюз.
През 1950 г. в помощ на французите във Виетнам пристигат 35 американски военни съветници. Към 1952 г. тяхното количество нараства до 200. През 1950 г. за пръв е път е използван напалм във Виетнам (доставен от американците).
Военното положение се подобрява за Франция, когато новият командир, генерал Жан дьо Латр дьо Тасини, построява укрепена линия от Ханой до Тонкинския залив, през делтата на река Хонгха, за да задържи Виетмин.

#### 1951
От януари до юни 1951 г. силите на Виетмин, под командването на генерал Во Нгуен Зиап, предприемат всеобщо контранастъпление, което завършва с провал. В трите най-големите сражения виетнамските сили са разгромени от колониалните войски и губят около 20 хиляди души. Всяка атака на Зиап да пробие френската отбранителна линия завършва с провал и контраатака на французите, която разгромява силите му. Жертвите на Виетмин нарастват тревожно през този период, което кара някои да поставят под въпрос лидерството на комунистическото управление. Въпреки това, каквито и ползи да жъне това за Франция, те са анулирани от нарастващата опозиция във Франция срещу войната.
През март 1951 г. е създаден Обединен фронт на народите на Индокитай.
На 10 ноември 1951 г. французите нападат Хоа Бин на 40 km от отбранителната линия чрез парашутен десант и разширяват периметъра си.

#### 1952
През януари генерал дьо Латр се разболява от рак и се връща във Франция за да се лекува. Там той умира и бива заменен от генерал Раул Салан като главнокомандващ на френските сили в Индокитай.
През пролетта на 1952 г. колониалните войски преминават в защита и се укрепват в най-важните икономически точки в Северен Виетнам. Южен Виетнам по това време си остава относително спокойно място за французите. Виетнамците, убедени в своето военно преимущество след преброяването на населението от 1951 г., предприемат ред настъпления към френски позиции. Сраженията се оказват неуспешни за тях и водят до големи загуби на виетнамски войници от тежкото въоръжение на французите (напалм, тежка артилерия, речни и морски бойни кораби). По това време те вече са превзели град Хоа Бин. Уви, френският гарнизон в него се евакуира с големи загуби през 1953 г., след като всички транспортни пътища до него биват блокирани от виетнамците.
През есента на 1952 г. Виетмин предприема настъпление към няколко укрепления на французите близо до западната граница на страната. Колониалните войски безуспешно се опитват да отвлекат вниманието на виетнамците от тези укрепления чрез атака с 30 хиляди души над снабдителни бази във Виетбак. Французите разполагат с малко сили за провеждане на ефективна настъпателна операция и затова отстъпват, без да изпълнят задачата. Единствените големи сражения настъпват по време на отстъплението, когато Виетмин нападат от засада френската колона. След тази битка става ясно, че французите са способни на настъпление извън отбранителната линия, макар да не успяват да отклонят Виетминската офанзива.

#### 1953
В резултат на проведените в началото на 1953 г. големи военноморски операции, френските сили превземат голяма виетнамска база на брега на залива Куиньон. През май 1953 г. генерал Анри Навар поема поста на главнокомандващ в Индокитай и заявява пред френското правителство, че за Франция няма възможно да спечели войната и че най-доброто, на което може да се надява, е патово положение. Малко по-рано, на 9 април 1953 г. виетнамската комунистическа войска нахлува в съседен Лаос, унищожавайки френските колониални и лаоските гарнизони. Тази операция разкрива слабото място на френските колониални сили. От една страна французите се опитват да защитят Лаос, а от друга да защитят военните бази в района на Ханой и не успяват да окажат съществена помощ на защитниците. За да си възвърне загубената инициатива и да защити Лаос от виетнамците, през ноември 1953 г. французите обсаждат Диен Биен Фу със сила от над 10 хиляди войници, които впоследствие нарастват до 15 хиляди. Целта на гарнизона е да възпрепятства работата на системата за доставки на Виетмин в Северен Лаос. Успоредно с това се планира операция за борба с партизаните в централните части на Виетнам. По този начин, виетнамското командване, използвайки стратегията „да примамиш на покрива и да махнеш стълбата“, привличат французите в предварително заложен капан. Операцията е тактически успех за французите, но Зиап съзрява слабостта на френската позиция и придвижва войски към града. Битката за града прераства в най-тежкото и най-дългото сражение през войната.
Към края на 1953 г. числеността на френските сили в Индокрай е 190 хиляди военнослужещи (Френската армия и Чуждестранния легион), а числеността на армията на Бао Дай е около 150 хиляди военнослужещи. Общата численост на силите на комунистите се оценява на около 425 хиляди войници и партизани, но Франция разполага с превъзходство при тежкото въоръжение, техниката и авиацията.
На 4 декември 1953 г. правителството на ДРВ приема закон за аграрна реформа, според който се премахва правото на собственост над земя, установена от колониалните власти, а земите на французите и поддръжниците им подлежат на конфискация и преразпределение. До края на войната, в 11 провинции 311 хил. виетнамски селяни без земя получават 227 хил. хектара земя. Провеждането на аграрната реформа увеличава поддръжката на правителството на ДРВ сред селяните.

#### 1954
На 20 януари 1954 г. французите започват настъпателна операция със сили, съставени основно от виетнамски профренски формирования. Те нямат достатъчна подготовка и мотивация и се бият зле, което довежда да големи загуби и дезертьорство. Въпреки подкрепленията, французите не достигат никакви положителни резултати след март 1954 г.
На 6 – 7 март 1954 г. виетнамски диверсанти унищожават 78 френски самолети на летищата За Лам и Кат Би в Тонкинската долина. Половината транспортна авиация на французите в Индокитай е изведена от строй, в резултат на което вместо 200 тона доставки на ден в Диен Биен Фу достигат не повече от 120 тона на ден.
В периода декември 1953 г. – януари 1954 г. Виетмин концентрира около Диен Биен Фу четири дивизии, докато французите очакват максимум две. Военните действия продължават с малка интензивност в централните части на Виетнам и в Лаос. Инициативата на тези театри на военните действия принадлежи на виетнамските комунисти, като целта на операциите е да се отвлече вниманието на френските сили от гарнизона Диен Биен Фу. За да снабдяват своите войски, партизаните прокарват нова 100-километрова траса през джунглата. Мобилизират се 100 хиляди наемни работници, пренасящи по време на кампанията около 20 хил. тона ориз плюс други доставки. Освен това, френските въздушни доставки към Диен Биен Фу не са достатъчни за гарнизона. Преимуществото на виетнамските партизани в числеността и в снабдяването около Диен Биен Фу им позволява да спечелят решаващата битка за града срещу французите.
Битката за Диен Биен Фу продължава 54 дни, от 13 март до 7 май 1954 г., и в след нея френският гарнизон е принуден да капитулира (в деня на капитулацията се предават 10 863 военнослужещи).

## Последствия
Военните разходи на Франция под войната в Индокитай (включително и военната помощ на САЩ) начисляват над 3270 милиарда франка.
След преговорите, последвали поражението на французите при Диен Биен Фу, френските войски се изтеглят от Индокитай, а Виетнам временно се разделя на две части от 17-ия паралел (където се създава демилитаризирана зона). През юли 1956 г. се предлага да се проведат свободни избори за двете части на страната с цел да се определи бъдещия политически режим и съединението на страната. САЩ се противопоставят на това предложение с подкрепата на Южен Виетнам и Великобритания. Те искат избори за обединение под наблюдението на ООН, но делегацията на СССР отхвърля този вариант. От дома си във Франция император Бао Дай назначава Нго Дин Дием за министър-председател на Южен Виетнам. С американска подкрепа, през 1955 г. Дием използва референдум, за да премахне бившия император и да се провъзгласи за президент на Република Виетнам.
След като изборите така и не се състоят, кадрите на Виетмин, намиращи се в Южен Виетнам, се активизират и започват борба срещу правителството. Северен Виетнам нахлува и окупира части от Лаос, за да набавя доставки към партизанските отряди в Южен Виетнам. Войната постепенно ескалира във Втората индокитайска война, която е позната под името Виетнамска война.

## Галерия
- Френски морски командоси правят десант на брега.
- Френско-виетнамски медици оказват медицинска помощ на ранен военнопленник от Виетмин.
- Части на Френския чуждестранен легион разпитват заподозрян член на Виетмин.

- Индокитайски войни
- Втора индокитайска война